# Tipula couckei
Tipula couckei är en tvåvingeart som beskrevs av Tonnoir 1921. Tipula couckei ingår i släktet Tipula och familjen storharkrankar. Arten är reproducerande i Sverige. Inga underarter finns listade i Catalogue of Life.